# L'Oiseau Bleu (motorfiets)
L'Oiseau Bleu is een Belgisch historisch merk van bromfietsen.
Deze werden in de jaren vijftig geproduceerd door de gewezen wielrenner A. Parmentier in Genly. Het betrof waarschijnlijk slechts een beperkt aantal exemplaren, voorzien van een 50cc-Sachs-tweetaktmotortje.
De L'Oiseau Bleu is ook een 125cc-model van Saroléa, dat in 1950 op de markt kwam.